# トム・ティクヴァ
トム・ティクヴァ（Tom Tykwer, 1965年5月23日 - ）は、ドイツ、ヴッパータール出身の映画監督・脚本家・作曲家・映画プロデューサーである。テュクヴァが母国語のドイツ語の発音に近い。

## 経歴
子供の頃から映画に興味を持ち、11歳から8mmで映画製作を始める。高校を卒業後に多くのフィルム・スクールに申し込んだが受理されず、ベルリンの映画館で8年間、映写技師として働いたという。ベルリンでローザ・フォン・ブラウンハイムに出会い、自身の体験を元に映画を作ることを勧められ、短編映画制作に乗り出す。1993年に初の長編映画を監督。1994年にヴォルフガング・ベッカー、プロデューサーのシュテファン・アーント、俳優・映画監督のダニ・レヴィらと共に制作会社 X Filme Creative Pool を設立。1997年に2作目の『ウィンタースリーパー』を監督し、いくらかの注目を集めるが、興行的に成功したとは言えなかった。1998年、3作目となる『ラン・ローラ・ラン』がその年に最も成功したドイツ映画となり、またアメリカでもヒットして知られるようになる。
プライベートでは『ラン・ローラ・ラン』に主演したフランカ・ポテンテと交際していたが、2002年に別れている。

## フィルモグラフィー

### 映画
- マリアの受難 Deadly Maria (1993) 監督・脚本・原案・製作・音楽
- ウィンタースリーパー Winterschläfer (1997) 監督・脚本
- ラン・ローラ・ラン Lola rennt (1998) 監督・脚本・音楽
- プリンセス・アンド・ウォリアー The Princess and the Warrior (2000) 監督・脚本・音楽
- Der Krieger und die Kaiserin (2000) 監督・脚本
- ヘヴン Heaven (2002) 監督
- パフューム ある人殺しの物語 Perfume: The Story of a Murderer (2006) 監督・脚本・音楽
- パリ、ジュテーム「フォブール・サン・ドニ」 Paris, je t'aime "Faubourg Saint-Denis" (2006) オムニバス映画、監督・脚本
- ザ・バンク 堕ちた巨像 The International　(2009) 監督・音楽
- クラウド アトラス Cloud Atlas (2012) 監督・脚本・音楽
- 王様のためのホログラム A Hologram for the King (2016) 監督 [1]
- マトリックス レザレクションズ The Matrix Resurrections (2021) 音楽

### テレビドラマ
- バビロン・ベルリン Babylon Berlin (2017-2020) 監督